# Atkinson Lorries

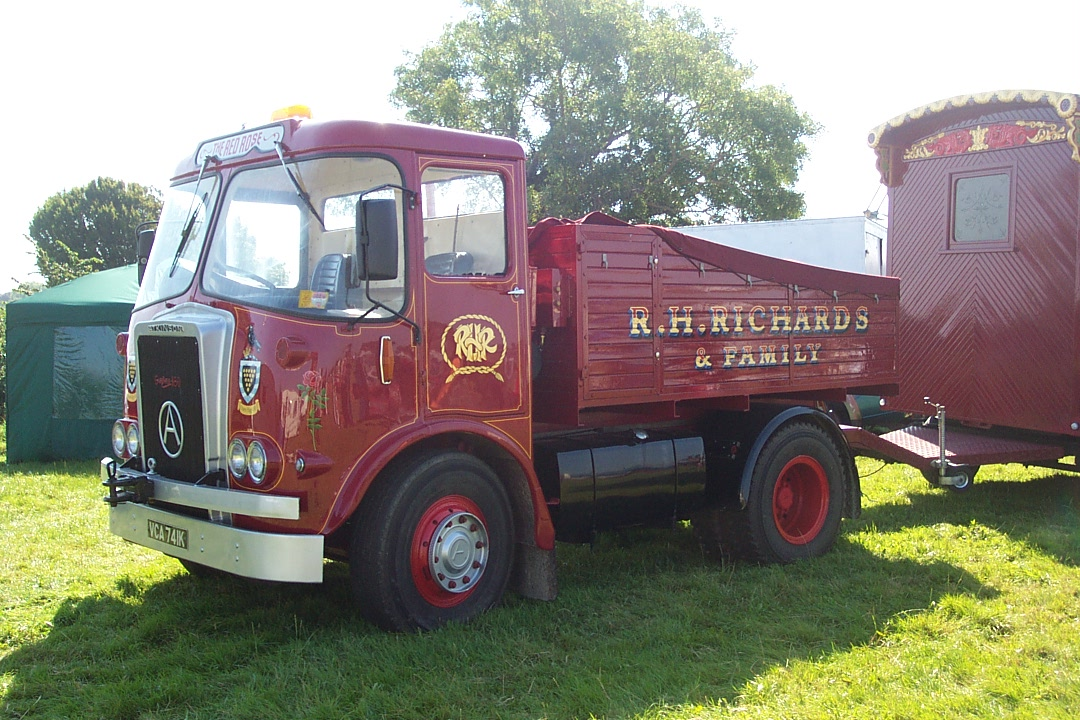
Atkinson

Atkinson Lorries was een Brits vrachtwagenmerk dat bestond van 1916 tot de fusie met Seddon tot Seddon Atkinson in 1970.
In Nederland was de firma Van Mill uit Gorinchem de importeur, in België was het een tijd de firma Brossel, zelf een vrachtwagenfabrikant. Later, in 1968, zette Atkinson een dependance op in Aartselaar, Atkinson Vehicles Europe SA, waar het Atkinson vrachtwagens assembleerde met Krupp-cabines. Zover bekend werd het geen groot succes en al snel na de fusie verdween de firma.